# Apamea bicolor
Apamea bicolor là một loài bướm đêm trong họ Noctuidae.